# Microfalosomía
En los humanos, la microfalosomía, también llamada a veces micropene, consiste en un pene con longitud sumamente corta o pequeña, en comparación con un pene promedio.

El micropene es resultado del estímulo insuficiente de la hormona testosterona,  necesaria para su crecimiento.

## Longitud

### Infancia
En el recién nacido, la literatura actual indica que existen diferencias interraciales en la longitud del pene estirado. El micropene congénito debe definirse como una longitud del pene estirado inferior a las -2,5 SDS (menos dos y media desviaciones estándar) de la media normal para esa población.
|          |         | RecNac | 1 año  | 5 años | 10 años |
| -------- | ------- | ------ | ------ | ------ | ------- |
| año 2013 | Turquía | 2,1 cm | 2,3 cm | 3,5 cm | 3,8 cm  |
| año 2020 | Europa  | 1,8 cm | -      | -      |         |
| año 2021 | EE.UU.  | 2,4 cm | -      | -      |         |

Un enfoque pragmático en la clínica, planteado en 2022 en un estudio multicéntrico, sería estudiar a todos los niños recién nacidos con una longitud del pene estirado inferior a 2 cm, ya que el micropene congénito es un marcador de enfermedades endócrinas.

### Adulto
Suele considerarse[¿quién?] [¿dónde?] 
como micropene adulto aquel cuya longitud con el pene estirado  no supera los 9.3 centímetros, 
medida desde el hueso del pubis hasta la punta del glande, por el dorso del pene y con el prepucio retraído.
Existen casos extremos de micropenes en los que apenas se puede distinguir el pene, y las gónadas parecen estar directamente conectadas con la piel de la zona del pubis.[cita requerida]

## Causas
El sexo del embrión queda determinado en el momento de la fecundación según que el espermatozoide contenga un cromosoma X o un cromosoma Y. A partir de la posterior expresión del gen llamado SRY en los fetos XY, las gónadas masculinas inician una serie de eventos que se denomina determinación sexual.

Los primordios del embrión evolucionan en sentido masculino bajo la acción de la dihidrotestosterona (DHT), andrógeno derivado de la acción de la enzima 5 a-reductasa de las células, sobre la testosterona. Por esa acción el tubérculo genital origina el pene. 
El micropene es el resultado del estímulo androgénico insuficiente para el crecimiento de los genitales externos. Habitualmente es causado por hipogonadismo primario o por disfunción hipotalámica o hipofisiaria.
La microfalosomía se debe a alteraciones muy tempranas en el proceso de reproducción celular (meiosis), resultando en la diferenciación inadecuada de las células de Leydig productoras de testosterona, que están localizadas en los testículos. Estas células dependen del estímulo gonadotrófico proporcionado por la gonadotrofina coriónica humana (hCG) en los primeros seis meses de vida intrauterina y de la hormona luteinizante (LH) hipofisaria en el último trimestre.
Es necesario además que los órganos blanco expresen sus receptores a la DHT para que puedan producir la respuesta biológica adecuada. 
Conocido antes como feminización testicular, esta condición ocasiona falta de masculinización de los genitales externos, dando por lo general una apariencia vulvar del pene (parecido a un clítoris) y del escroto (parecido a los labios vulvares), condición asimilada por el cuerpo de forma anatómica.[cita requerida]

## Aspecto
El aspecto físico del pene se presenta de dos maneras:
- Aneuploide, pene y prepucio ligeramente presentes y presencia de testículos bajos.
- Poliploide, pene y prepucio ausentes pero con eventuales salidas proporcionadas por el movimiento testicular que asciende y desciende (criptorquidia).

Algunos hombres presentan ginecomastia ligera o mediana reportado en un gran número de casos, teniendo el riesgo de una neoplasia mamaria 20 veces superior al de la población normal.

## Estudio psicológico
El tamaño del pene es cuestión que preocupa a la mayoría de los hombres, que con frecuencia se comparan con los demás (síndrome del vestuario); en consecuencia, sufren frustraciones, soledad y obesidad.
La preocupación por el tamaño del pene, cuando dicha preocupación se vuelve excesiva, puede presentarse como el "síndrome del pene pequeño", una rumia obsesiva con rituales de control compulsivos.

## Problemas en la salud

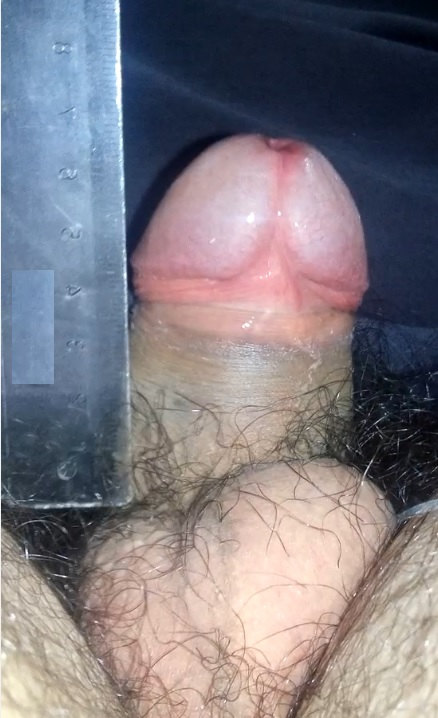
Micropene erecto.

Un micropene no genera problemas urológicos y tampoco se puede afirmar que detrás del trastorno haya alguna enfermedad.
El hombre con micropene presentaría problemas para la fecundación solo si tuviera alguna de las siguientes condiciones (que en realidad no están relacionadas con el tamaño del pene):
- Ausencia parcial o total de espermatozoides en el semen (debido a problemas hormonales).
- Calidad espermática deficiente.

Cabe destacar que no existe cura para el micropene, aunque en algunos jóvenes se prescribe terapia hormonal para estimular el crecimiento de los genitales.
En lo que respecta a los pacientes adultos, puede optarse por administración de hormonas, aunque en ocasiones es importante brindar otro tipo de recursos que sirvan de apoyo. Cuando hablamos de problema hormonal, por ejemplo, generalmente se prescribe tratamiento en el que solo se contempla el uso de medicamentos; no obstante, en otras circunstancias es recomendable recurrir a psicoterapia, con o sin fármacos. Sin duda, es necesario estudiar cada caso en concreto y no dar por sentada una vía u otra.
En el pasado se diseñaron y ejecutaron varias técnicas quirúrgicas, pero no han tenido un resultado lo suficientemente exitoso como para adoptarse como una técnica ampliamente aceptada.

## En Estados Unidos
Entre los años sesenta y ochenta, el Hospital Johns Hopkins realizó 12 operaciones de cambio de sexo a niños varones que poseían micropene.[cita requerida]
Si los padres aceptaban, se le realizaba una cirugía al niño para extirparle los testículos y para formar una vagina artificial.
Esto se basaba en dos conceptos:
- Que la identidad sexual y las diferenciaciones sexuales eran incumbencia de la sociología del individuo, y no tanto de la biología (un postulado basado en cierta ideología culturalista de los años setenta en Estados Unidos).
- Que un varón que no pudiera penetrar a una mujer, no encontraría un lugar social y sexual en la sociedad.

Estos dos conceptos se sumaban a que ya existía la tecnología para construir quirúrgicamente una vagina funcionalmente aceptable.
A mediados de los años noventa, esos dos conceptos se habían descartado como erróneos. Las víctimas de esta política, al llegar a la edad adulta, se mostraron gravemente insatisfechos con el cambio de sexo, y promovieron el veto a esta práctica.[cita requerida]